# Israël op de Olympische Zomerspelen 1952
Israël debuteerde op de Olympische Zomerspelen tijdens de Olympische Zomerspelen 1952 in Helsinki, Finland. Dit was vier jaar na het uitroepen van de Staat Israël. Het zou nog tot 1992 duren voor de eerste medaille werd gewonnen.

## Deelnemers en resultaten
(m) = mannen, (v) = vrouwen 

### Atletiek
| Olympiër                | Onderdeel        | Resultaat | Prestatie                                          |
| ----------------------- | ---------------- | --------- | -------------------------------------------------- |
| David Tabak             | 100m (m)         | 21e       | serie 6: 1ste in 11,12 kwartfinale 3: 6de in 11,10 |
| David Tabak             | 200m (m)         | 27e       | serie 6: 1ste in 22,60 kwartfinale 4: 5de in 22,34 |
| David Tabak             | 400m (m)         | 51e       | serie 5: 5de in 50,27                              |
| David Tabak             | 800m (m)         | 47e       | serie 7: 6de in 2.00,9                             |
| Aryeh Kleinstub-Batun   | hoogspringen (m) | 35e       | kwalificatie groep A: 19de met 1,70m               |
| Orion Gallin            | discuswerpen (m) | 32e       | kwalificatie groep A: 17de met 40,76m              |
|                         |                  |           |                                                    |
| Leah Horovitz-Ravid     | 80m horden (v)   | 30e       | serie 4: 6de in 12,4                               |
| Tamar Mettal-Schumacher | verspringen (v)  | 29e       | kwalificatie groep B: 15de met 5,16m               |
| Tamar Mettal-Schumacher | hoogspringen (v) | 17e       |                                                    |
| Olga Winterberg         | discuswerpen (v) | 19e       | kwalificatie: 19de met 35,79m                      |

### Basketbal
| Olympiër | Onderdeel | Resultaat | Prestatie                                                           |
| --- | --------- | --------- | ------------------------------------------------------------------- |
| Dan Erez-Buxenbaum Moshe Daniel-Levy Yehuda Wiener-Gafni Mordechai-Marcel Hefez Fredi Cohen Amos Lin-Linkovski Zekarya Ofri Eliahu Amiel Reuben Fecher-Perach Menahem Kurman-Degani Rolf Klein-Ram Shimon Shelah-Schmuckler Abraham Shneior | mannen    | 20e       | voorronde groep B: V van Filipijnen: 47-57 V van Griekenland: 52-54 |

### Schietsport
| Olympiër            | Onderdeel                  | Resultaat | Prestatie                  |
| ------------------- | -------------------------- | --------- | -------------------------- |
| Alexander Eliraz    | 50m geweer 3 houdingen (m) | 44e       | 1059 punten: (315-363-381) |
| Zvi Pinkas          | 50m geweer 3 houdingen (m) | 41e       | 1077 punten: (340-349-388) |
| Alexander Eliraz    | 50m geweer liggend (m)     | 56e       | 381 punten: (95-93-97-96)  |
| Zvi Pinkas          | 50m geweer liggend (m)     | 41e       | 388 punten: (99-97-98-94)  |
| Dov Ben-Dov         | 50m geweer 3 houdingen (m) | 21e       | 1033 punten: (314-349-370) |
| Samuel Laviv-Lubbin | 50m geweer 3 houdingen (m) | 26e       | 973 punten: (219-315-367)  |

### Schoonspringen
| Olympiër    | Onderdeel     | Resultaat | Prestatie                         |
| ----------- | ------------- | --------- | --------------------------------- |
| Yoav Raanan | 3m plank (m)  | 9e        | voorronde: 9de met 67,70 punten   |
| Yoav Raanan | 10m toren (m) | 30e       | voorronde: 30ste met 58,15 punten |

### Zwemmen
| Olympiër           | Onderdeel           | Resultaat | Prestatie              |
| ------------------ | ------------------- | --------- | ---------------------- |
| David-Norbert Buch | 100m vrije slag (m) | 59e       | serie 1: 7de in 1.05,6 |

## Foto's

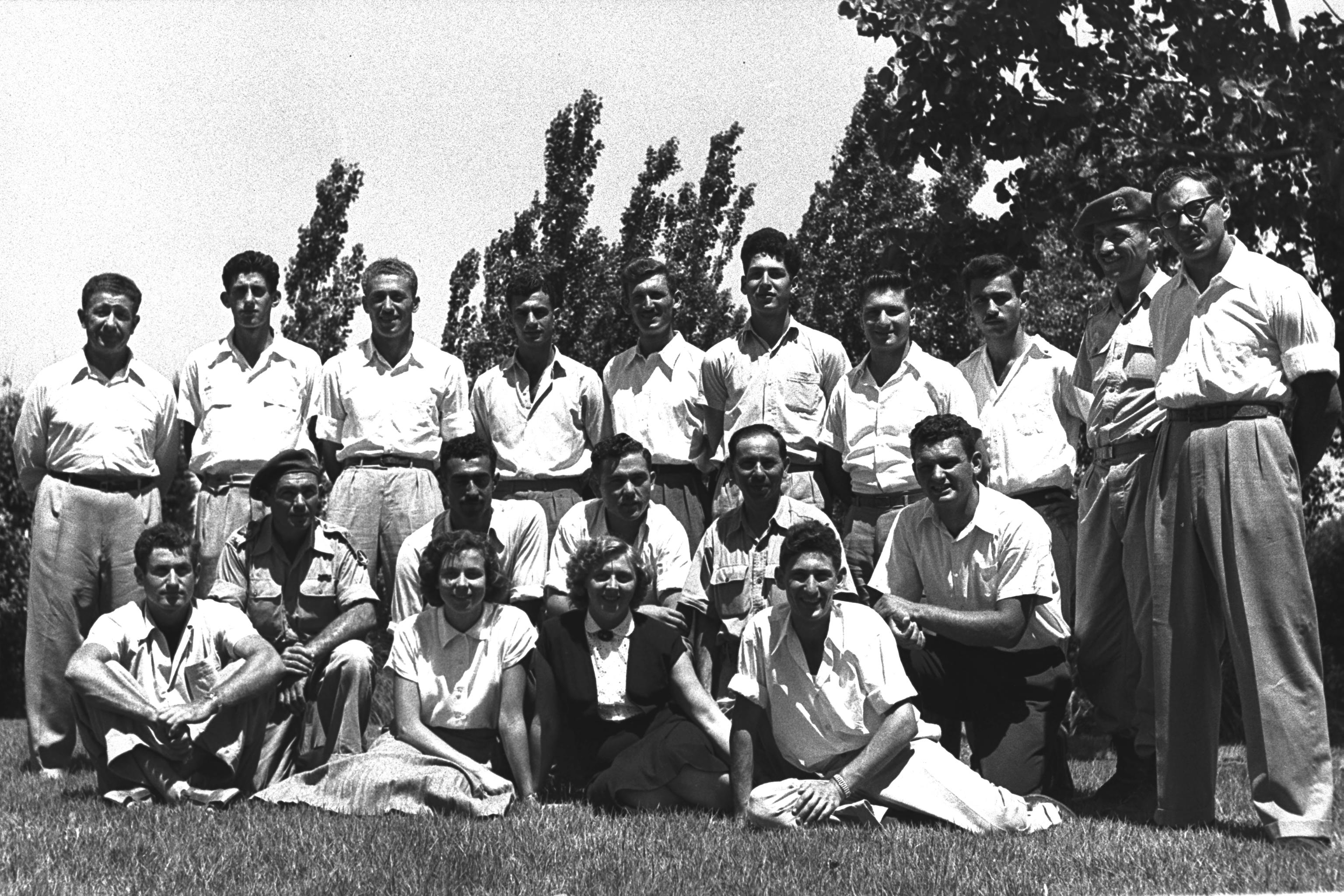
Israëls eerste olympische ploeg

Argentinië · Australië · Bahama's · België · Bermuda · Birma · Brazilië · Brits-Guiana · Bulgarije · Canada · Ceylon · Chili · China · Cuba · Denemarken · Duitsland · Egypte · Filipijnen · Finland · Frankrijk · Goudkust · Griekenland · Groot-Brittannië · Guatemala · Hongarije · Hongkong · Ierland · IJsland · India · Indonesië · Iran · Israël · Italië · Jamaica · Japan · Joegoslavië · Libanon · Liechtenstein · Luxemburg · Mexico · Monaco · Nederland · Nederlandse Antillen · Nieuw-Zeeland · Nigeria · Noorwegen · Oostenrijk · Pakistan · Panama · Polen · Portugal · Puerto Rico · Roemenië · Saarland · Singapore ·  Sovjet-Unie · Spanje · Thailand · Trinidad en Tobago · Tsjecho-Slowakije · Turkije · Uruguay · Venezuela · Verenigde Staten · Vietnam · Zuid-Afrika · Zuid-Korea · Zweden · Zwitserland